# مارك هاريس (محاسب)
مارك هاريس (بالإسبانية: Marc Harris)‏ هو محاسب بنمي، ولد في 1965.